# Massacres d'Izmit
Les massacres d'Izmit sont des atrocités commises dans la région d'Izmit, en Turquie, à partir de 1915 jusqu'en 1923 qui ont eu lieu pendant le génocide arménien, le génocide grec et la guerre gréco-turque. Une commission d'enquête interalliée qui a enquêté sur les incidents a soumis un rapport, le 1er juin 1921, sur les événements.

## Contexte
Des politiques de nettoyage ethnique entreprises par le gouvernement ottoman ont été lancées dans diverses régions de l'Empire ottoman, dont la région d'Izmit dès 1915. Cela comprenait la déportation massive des communautés grecques et arméniennes locales. En 1915, le New York Times rapporte que 19 000 Grecs de la province d'Izmit avaient été déracinés de leurs foyers et chassés vers des quartiers purement turcs. Le métropolite arménien d'Izmit, Stephan Hovakimian, a déclaré que, sur les 80 000 Arméniens appartenant à son diocèse, 70 000 avaient été perdus en exil, succombant à la faim et à l'épuisement à cause de longues marches et du massacre d'hommes et de femmes à leur arrivée à leur destination. Plus tard, en 1918, après l'armistice de Mudros, un certain nombre d'attaques de bandes nationalistes contre la population chrétienne locale ont été signalées.

## Incidents
Cette violence augmenta contre la population grecque locale, à partir de mars 1920 et surtout en juin-juillet 1920, lorsque l'avancée de l'armée grecque dans la région devenait imminente. Ces groupes opéraient jusqu'à Üsküdar, tandis que certains d'entre eux étaient organisés par le Mouvement nationaliste turc.
À la suite de cette activité, plusieurs villages de la région ont été incendiés et leurs habitants tués, en particulier dans les régions au sud, au nord et au nord-est d'Adapazarı, ainsi qu'au sud et au sud-est d'İznik.
La présence de l'armée grecque dans la région, à partir de juillet 1920, limita l'activité des bandes turques, bien qu'à Karamürsel, au sud du golfe d'Izmit, certains groupes nationalistes turcs aient encore attaqué les villages environnants habités par des populations grecques.
Plus tard, l'armée grecque de la région fut accusée de soutenir des assauts contre certains villages à l'est de Beykoz. Les accusations comprenaient le meurtre de civils et l'incendie de petites colonies. Les accusations comprenaient également des violences perpétrées par des civils grecs locaux qui avaient auparavant subi des atrocités turques. Il semble à peu près certain que l'armée grecque sur place à partir de 1920 se soit tournée vers des mesures de représailles contre la population turque de la zone.
À partir du printemps 1921, l'activité des bandes turques s'accrut dans la région s'étendant géographiquement au sud d'Izmit, ce qui entraîna la destruction des villages chrétiens qui s'y trouvaient.

## Évacuation d'Izmit
Au début de l'été 1921, en raison des développements de la guerre gréco-turque en cours, la retraite de l'armée grecque devenait imminente. Selon le haut-commissariat britannique, 33 000 personnes ont été évacuées. Parmi celles-ci, environ 21 000 étaient des Grecs, 9 000 étaient des Arméniens et 3 000 étaient des Turcs et Circassiens. Ils ont été répartis comme suit :
- 7 600 à Vólos
- 4000 à Rodosto
- 3000 à Pyrgo (Grèce)
- 4500 à Lemnos
- 3800 à Samos
- 8000 à Mytilène

## Conséquences
Une commission d'enquête interalliée qui a enquêté sur les incidents dans la région a généralement accepté les affirmations des autorités grecques, selon lesquelles 32 villages avaient été pillés ou incendiés, plus de 12 000 civils locaux massacrés par les forces turques et 2 500 portés disparus.
Selon le journaliste et historien britannique Arnold Toynbee, jusqu'à 300 personnes ont été tuées à la suite des actions de l'armée grecque et des irréguliers. Winston Churchill déclara toutefois que les atrocités grecques étaient "à une échelle mineure" par rapport aux "déportations épouvantables de Grecs des provinces de Trébizonde et de Samsun" entreprises par les nationalistes turcs la même année.

## Liste partielle des colonies touchées
La commission alliée a conclu que 35 villages de la région étaient touchés en raison de l'activité des bandes nationalistes turques. Une liste partielle des villages selon les rapports grecs :
- Fulacık (Gr : Φουλατζίκ) : pillé, incendié et population partiellement massacrée. Selon Kostas Faltaits qui a enregistré le témoignage d'un des survivants, le pillage et le massacre ont commencé le 23 juin 1920. Les réguliers et les irréguliers turcs étaient sous le commandement de Kemal, l'administrateur politique de Karamursel. 300 hommes et garçons de 14 ans et plus ont été enfermés à l'intérieur de l'église Saint-Georges avant qu'elle ne soit aspergée d'essence et incendiée[6].
- Büyük Saraçlı
- Papuççulaire (brûlé)
- Kara Tepe (Gr : Καρα Τεπέ) : pillée, partiellement incendiée, l'église de la ville bombardée, la population massacrée. Selon le journaliste Kostas Faltaits qui a interviewé un survivant du massacre de Kara Tepe, la ville a été pillée pour la première fois le 15 mai 1920. Mais le 25 mars 1921, les kémalistes reviennent et poursuivent les pillages et massacrent également la population[7].
- Küplü (Gr : Κιουπλιά) : Massacre partiel, racket, pillage, déportation partielle vers l'intérieur[8].
- Iznik (Gr : Nicaea/Νικαία) : Le 27 août 1920, une large bande de nationalistes dirigée par un certain Djemal (autrement orthographié Cemal), encercla le quartier grec d'Iznik, s'empara de toute la population qui comptait environ 600 personnes, et les massacra. Aucun survivant n'avait été retrouvé[9].
- Fındıklı (Gr : Φουντούκλια) : 4 villages, population partiellement massacrée, pillages, viols. Selon le journaliste Kostas Faltaits qui a interviewé un survivant du massacre, les événements ont commencé le 20 juin 1920. Les 500 maisons ont été incendiées et sur 2 500 chrétiens, moins de la moitié ont survécu. Des filles ont été violées devant leur mère. Les soldats kémalistes étaient sous le commandement de Hadji Bey[10].
- Lefke[11]
- Ortaköy : Complètement incendié, pillage, viol, massacre. Selon un témoignage oculaire, la majorité des 10 000 Grecs d'Ortaköy ont été massacrés. Les événements débutent en mars 1920 lorsque des forces kémalistes régulières et irrégulières arrivent sous le commandement du kaymakam de Geyve, Hamid Bey. Des civils ont été décapités et massacrés avec des couteaux et des hachettes[12].
- Esme
- Konzes (Gr : Κόνζες) : Pillé et ses habitants massacrés. Selon le journaliste Kostas Faltaits qui a interviewé un survivant, le pillage et le massacre ont commencé le 18 février 1921. Djemal (autrement orthographié Cemal) de Nicée ( Iznik ) a dirigé le pillage et le massacre, avec Sekip (le percepteur des impôts de Karamursel ) et d'autres fonctionnaires, officiers, lieutenants et caporaux. Un contingent de l'armée grecque arriva à Konzes le 20 février 1921 et vit la terre couverte de cadavres, de vêtements d'hommes et de femmes, de mains, de pieds, de nez, d'oreilles et de doigts[13].
- Ak Hisar
- Düzce
- Bolu
- Karasu, 14 villages (dont Kestane Pınarı, Parali, İncirli, Çoban Yatak, Kirazlı, Kas Başı)